# مالتشوو
مالتشوو (به چکی: Malečov) یک منطقهٔ مسکونی در جمهوری چک است که در Ústí nad Labem District واقع شده‌است. مالتشوو ۲۳٫۶۸ کیلومتر مربع مساحت و ۷۴۰ نفر جمعیت دارد و ۵۱۵ متر بالاتر از سطح دریا واقع شده‌است.